# Leptocentrus pubescens
Leptocentrus pubescens är en insektsart som beskrevs av William D. Funkhouser 1937. Leptocentrus pubescens ingår i släktet Leptocentrus och familjen hornstritar. Inga underarter finns listade i Catalogue of Life.